# Gülzow (Mecklembourg)
Pour les articles homonymes, voir Gülzow.
Gülzow est une commune rurale allemande de l'arrondissement du Plateau des lacs mecklembourgeois dans le Mecklembourg-Poméranie-Occidentale et le canton de Stavenhagen. Sa population comptait 477 habitants au 31 décembre 2010.

## Géographie
Gülzow se trouve à environ quatre kilomètres à l'ouest de Stavenhagen et à environ six kilomètres à l'est de Malchin au sud du lac de Kummerow.

## Historique
Le village a été mentionné pour la première fois par écrit en 1226. L'église et le village sont détruits pendant la guerre de Trente Ans et Gülzow a été reconstruit avec des fermes en plan symétrique. Son manoir de style néoclassique date de 1782.

Localisation de la commune